# Communauté de communes Région Lézignanaise, Corbières et Minervois
Die Communauté de communes Région Lézignanaise, Corbières et Minervois ist ein französischer Gemeindeverband mit der Rechtsform einer Communauté de communes im Département Aude in der Region Okzitanien. Sie wurde am 20. Dezember 2012 gegründet und umfasst 54 Gemeinden. Der Verwaltungssitz befindet sich im Ort Lézignan-Corbières.

## Historische Entwicklung
Mit Wirkung vom 1. Januar 2017 traten die Gemeinden Roquecourbe-Minervois und Saint-Couat-d’Aude dem hiesigen Gemeindeverband bei.

## Mitgliedsgemeinden
| Gemeinde                                                           | Einwohner 1. Januar 2022 | Fläche km² | Dichte Einw./km² | Code INSEE | Postleitzahl |
| ------------------------------------------------------------------ | ------------------------ | ---------- | ---------------- | ---------- | ------------ |
| Albas                                                              | 78                       | 22,69      | 3                | 11006      | 11360        |
| Albières                                                           | 111                      | 17,25      | 6                | 11007      | 11330        |
| Argens-Minervois                                                   | 375                      | 4,59       | 82               | 11013      | 11200        |
| Auriac                                                             | 33                       | 20,93      | 2                | 11020      | 11330        |
| Bouisse                                                            | 103                      | 25,44      | 4                | 11044      | 11190        |
| Boutenac                                                           | 739                      | 22,96      | 32               | 11048      | 11200        |
| Camplong-d’Aude                                                    | 385                      | 12,28      | 31               | 11064      | 11200        |
| Canet                                                              | 1.853                    | 14,04      | 132              | 11067      | 11200        |
| Cascastel-des-Corbières                                            | 216                      | 15,38      | 14               | 11071      | 11360        |
| Castelnau-d’Aude                                                   | 494                      | 7,38       | 67               | 11077      | 11700        |
| Conilhac-Corbières                                                 | 947                      | 12,18      | 78               | 11098      | 11200        |
| Coustouge                                                          | 116                      | 9,67       | 12               | 11110      | 11220        |
| Cruscades                                                          | 940                      | 9,65       | 97               | 11111      | 11200        |
| Davejean                                                           | 147                      | 13,36      | 11               | 11117      | 11330        |
| Dernacueillette                                                    | 44                       | 7,75       | 6                | 11118      | 11330        |
| Escales                                                            | 497                      | 10,18      | 49               | 11126      | 11200        |
| Fabrezan                                                           | 1.254                    | 28,62      | 44               | 11132      | 11200        |
| Félines-Termenès                                                   | 133                      | 10,01      | 13               | 11137      | 11330        |
| Ferrals-les-Corbières                                              | 1.267                    | 15,95      | 79               | 11140      | 11200        |
| Fontcouverte                                                       | 574                      | 9,97       | 58               | 11148      | 11700        |
| Homps                                                              | 604                      | 3,06       | 197              | 11172      | 11200        |
| Jonquières                                                         | 46                       | 13,66      | 3                | 11176      | 11220        |
| Lagrasse                                                           | 548                      | 32,20      | 17               | 11185      | 11220        |
| Lairière                                                           | 52                       | 13,08      | 4                | 11186      | 11330        |
| Lanet                                                              | 59                       | 8,75       | 7                | 11187      | 11330        |
| Laroque-de-Fa                                                      | 141                      | 20,41      | 7                | 11191      | 11330        |
| Lézignan-Corbières                                                 | 10.855                   | 37,68      | 288              | 11203      | 11200        |
| Luc-sur-Orbieu                                                     | 1.159                    | 9,88       | 117              | 11210      | 11200        |
| Massac                                                             | 28                       | 11,89      | 2                | 11224      | 11330        |
| Montbrun-des-Corbières                                             | 340                      | 10,61      | 32               | 11241      | 11700        |
| Montjoi                                                            | 40                       | 7,18       | 6                | 11250      | 11330        |
| Montséret                                                          | 620                      | 11,31      | 55               | 11256      | 11200        |
| Mouthoumet                                                         | 115                      | 13,73      | 8                | 11260      | 11330        |
| Moux                                                               | 715                      | 15,70      | 46               | 11261      | 11700        |
| Ornaisons                                                          | 1.097                    | 10,80      | 102              | 11267      | 11200        |
| Palairac                                                           | 31                       | 17,93      | 2                | 11271      | 11330        |
| Paraza                                                             | 700                      | 9,47       | 74               | 11273      | 11200        |
| Quintillan                                                         | 57                       | 16,42      | 3                | 11305      | 11360        |
| Ribaute                                                            | 264                      | 9,41       | 28               | 11311      | 11220        |
| Roquecourbe-Minervois                                              | 140                      | 3,62       | 39               | 11318      | 11700        |
| Roubia                                                             | 514                      | 7,38       | 70               | 11324      | 11200        |
| Saint-André-de-Roquelongue                                         | 1.400                    | 30,81      | 45               | 11332      | 11200        |
| Saint-Couat-d’Aude                                                 | 366                      | 5,38       | 68               | 11337      | 11700        |
| Saint-Laurent-de-la-Cabrerisse                                     | 757                      | 25,03      | 30               | 11351      | 11220        |
| Saint-Martin-des-Puits                                             | 30                       | 6,94       | 4                | 11354      | 11220        |
| Saint-Pierre-des-Champs                                            | 202                      | 15,89      | 13               | 11363      | 11220        |
| Salza                                                              | 28                       | 8,34       | 3                | 11374      | 11330        |
| Talairan                                                           | 436                      | 36,29      | 12               | 11386      | 11220        |
| Termes                                                             | 49                       | 18,63      | 3                | 11388      | 11330        |
| Thézan-des-Corbières                                               | 568                      | 26,38      | 22               | 11390      | 11200        |
| Tournissan                                                         | 284                      | 11,53      | 25               | 11392      | 11220        |
| Tourouzelle                                                        | 493                      | 14,19      | 35               | 11393      | 11200        |
| Vignevieille                                                       | 106                      | 16,72      | 6                | 11409      | 11330        |
| Villerouge-Termenès                                                | 163                      | 19,41      | 8                | 11435      | 11330        |
| Communauté de communes Région Lézignanaise, Corbières et Minervois | 33.313                   | 809,99     | 41               | –          | –            |